# 親衛隊特務部隊
親衛隊特務部隊（しんえいたいとくむぶたい、独：SS-Verfügungstruppe, 略号：SS-VT）は、ドイツの政党国民社会主義ドイツ労働者党（以下ナチ党）の組織親衛隊（以下SS）が保有していた軍事組織。武装親衛隊（以下武装SS）の前身となった組織である。ドイツ語の「Verfügung」には「自由使用」といった意味があり、この部隊名には総統アドルフ・ヒトラーや親衛隊全国指導者ハインリヒ・ヒムラーが自由に使用できる部隊という意味が込められていた。

## 沿革

### 前身

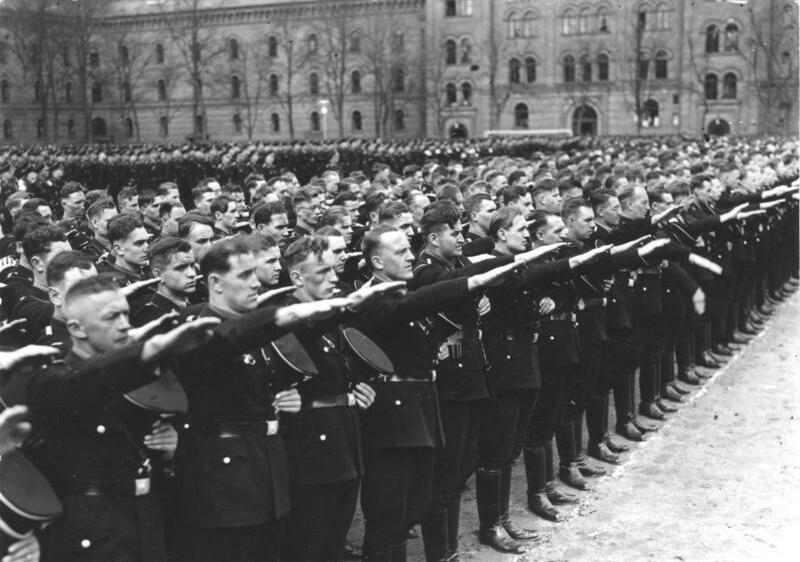
1933年、ベルリン＝リヒターフェルデに駐留するライプシュタンダルテ。

1933年1月30日のナチ党の政権掌握後に、武装SSの前身となる武装化されたSS部隊が出現するようになった。1つ目はアドルフ・ヒトラーの警護部隊である「ライプシュタンダルテ・SS・アドルフ・ヒトラー（Leibstandarte SS Adolf Hitler、略称LSSAH）」。2つ目は「SS政治予備隊（SS-Politische Bereitschaft）」。3つ目は強制収容所（KZ）の警備を行う「SS髑髏部隊（SS-Totenkopfverbände、略称SS-TV）」である。
このうち、SS政治予備隊とライプシュタンダルテがSS特務部隊の前身であった。特に政治予備隊が直接の前身である。髑髏部隊はテオドール・アイケの下にSS特務部隊とは別の発展を遂げたSS武装部隊であり、戦時中になってようやく武装SSとして特務部隊と合同することとなった。
親衛隊全国指導者ハインリヒ・ヒムラーは、総統アドルフ・ヒトラーのイニシアチブで創設された最初の武装化されたSS部隊ライプシュタンダルテに触発され、1933年春にハンブルク、ドレスデン、ミュンヘン、エルヴァンゲン(de)、アロルゼン(de)などに政治予備隊を創設した。政治予備隊は左翼の内乱準備を粉砕するという名目で組織され、補助警察（プロイセン州内相ヘルマン・ゲーリングが突撃隊（以下SA）や親衛隊から組織させた警察）の特別コマンドとして武装化が正当化され、一般の警察より強力な火力を持ち、またかなり自動車化されていた。政治予備隊はまもなく全ドイツに配置されるようになった。
1934年6月初頭の長いナイフの夜事件において国軍と対立していたSA幹部は粛清された。この粛清を主導したのはSSであり、政治予備隊、ライプシュタンダルテ、髑髏部隊といったSSの武装部隊は粛清の実行部隊として活動した。

### 創設
SSのこの「功績」により、1934年7月26日にヒトラーはSSをSAから正式に独立させた。1934年8月1日にパウル・フォン・ヒンデンブルク大統領が死去し、全ドイツ軍はただちにヒトラーに忠誠宣誓を行った。これによりSSも国軍も同じ人物に忠誠を誓うことになったのだが、ヒトラーは軍部を信じていなかったので、SSの軍隊化を急いだ。
ヒトラーは「国軍こそがドイツ唯一の武装の担い手であり、SSの武装化は例外に過ぎない」ことを強調しつつ、SSの武装化を国軍に認めさせようとした。これを受けて国防相ヴェルナー・フォン・ブロンベルク上級大将は9月24日に3個歩兵連隊、1個通信大隊からなるSS特務部隊(SS-VT)の設置を認めた。
そしてヒムラーは政治予備隊とライプシュタンダルテを統合し、SS特務部隊を創設した。特務部隊への勤務は兵役に同等と定められた。すなわち特務部隊隊員には給与支給帳（Soldbuch）と軍歴手帳（Wehrpaß）の所持が認められ、兵員給料や軍人恩給の対象となった。なおこれ以降、特務部隊以外のSS隊員は一般SS（Allgemeine SS）と呼ばれるようになった。
1935年3月16日にヒトラーは国会においてヴェルサイユ条約のドイツ軍備制限条項（あらゆる近代兵器の保有や徴兵制の導入、参謀本部の設置などを禁じる内容）の破棄を宣言した。そして陸軍と海軍の増強、空軍の再建、徴兵制の導入を宣言した。また併せてSS師団の創設も宣言した。しかしSSの師団編成には軍の反発が根強かったため、結局1939年の開戦後までSS師団は編成されなかった。

### 運営と拡大

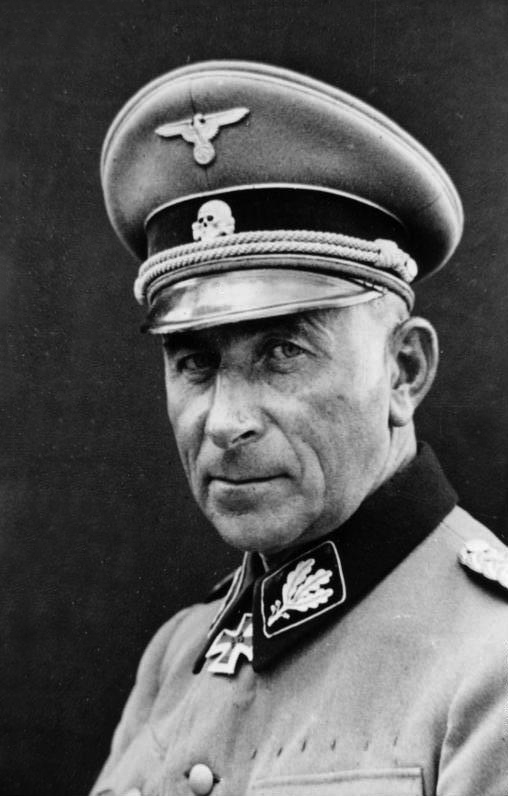
1943年のパウル・ハウサー。

特務部隊の編成と訓練は国軍の協力を持って進められた。1934年10月にはバイエルン州バート・テルツ(de)親衛隊士官学校が創設された。続いて翌年初めにブラウンシュヴァイクにもSS士官学校が開設された。かつて陸軍中将だったパウル・ハウサーをSSに招き、これらの士官学校の校長に就任してもらい、訓練を任せた。ヒムラーは士官学校の入学者として人種的・肉体的・政治的要求を多く突き付けたが、知的・学歴的な要求は一切しなかった。結果、1938年以前のSS士官学校は最終学歴が小学校の者が40%を占めている。また農民家庭の出身者が多く、陸軍の将校は軍人家庭の出身者が50%以上を占めていたが、特務部隊の将校は軍人家庭出身者は5%程度しかおらず、90%以上が農民家庭出身者であった。
1936年4月1日には特務部隊と髑髏部隊はそろって国家機関として認められ、内務省の警察予算から経費を受けるようになった。
1936年10月1日にはSS本部の下にSS特務部隊総監部(Inspektorat der SS-Verfügungstruppe)が設置され、ハウサーが特務部隊総監に就任した。SS特務部隊はミュンヘンに駐留する「ドイッチュラント」連隊とハンブルクに駐留する「ゲルマニア」連隊の二個連隊から構成された。さらに1938年のオーストリア併合後にはウィーンやクラーゲンフルトに駐留するSS特務部隊として第3SS連隊「デア・フューラー 」(SS-Standarte 3 "Der Führer")が創設された。しかしハウサーが特務部隊の指揮権を握るにはかなり苦労があったという。まずSS地区（政治予備隊はここに属していた）との間にも指揮権の争いが生じた。またライプシュタンダルテも特務部隊総監部の指揮下に入れられたが、指揮官のディートリヒはなかなかハウサーの指揮に服そうとしなかった。
戦前期のSS特務部隊への入隊は、一般SSより厳しく選抜が行われた。たとえば入隊条件として178センチ以上（ライプシュタンダルテは180センチ）以上の身長を要求していた。年齢上限23歳、「純粋北方人種」であるか「圧倒的に北方人種かファーレン人種」であることを要求した。ヒムラーはのちに「1936年までは虫歯が一本でもある者はSS特務部隊もライプシュタンダルテも採用を拒否していた。初期の武装SSは最良の男たちを集めることができた」と豪語している。
入隊後には厳しい訓練が行われた。特務部隊では陸上競技、ボクシング、ボートなどのスポーツ身体訓練がトレーニング計画の一部になっていた（陸軍では勤務後のレクリエーション扱いだった）。こうした訓練を特務部隊では将校・下士官・兵士問わず実施したため、将校・下士官・兵士の間に信頼関係が育ち、陸軍よりも強い仲間意識で結ばれていた。たとえばドイツ陸軍では部下が上官の大佐に呼びかける時には「大佐殿（Herr Oberst）！」と呼びかけねばならないところ、特務部隊では「大佐（Standartenführer）！」と敬称を付けずに呼び捨てることが許されていた。また戦前期の特務部隊は小規模な部隊だったため、陸軍歩兵部隊よりも高い水準の訓練を受けることができた。1939年には特務部隊はイギリス軍のコマンド部隊、アメリカ軍のレンジャー部隊に匹敵する訓練を受けていたという。実弾訓練や砲兵の弾幕射撃まで実施された。その結果、訓練で死傷者が出るようになった。「ドイツの優秀な若者を無駄に消耗させるのは止めよ」という批判に対して、ヒムラーは同意しつつ「平時に流れた血の一滴は戦時に流れる血の海を救う」などと反論していた。
特務部隊の隊員数は1939年8月19日までに1万8000人に達した。

### 国防軍との対立
はじめ国防軍はSSを「アスファルト兵士」と呼んで馬鹿にしていたが、次第に看過できなくなり、SSを敵視して圧力をかけてくるようになった。特に陸軍総司令官ヴェルナー・フォン・フリッチュ上級大将がSS特務部隊の勢力拡大について頻繁にヒトラーに抗議をしていた。国防軍は特務部隊については国防軍兵役免除相当と認めていたが、SS髑髏部隊とSS士官学校については兵役免除相当とする事を拒否し続けた。マスコミを通じての特務部隊の隊員募集も、国防軍から禁止されていた。1937年10月には国防軍の圧力でSS国境警備隊も解散させられた。SS師団の創設という約束も、毎年先延ばしにされていた。
しかし1938年2月4日、国防相ブロンベルク元帥と陸軍総司令官フリッチュ上級大将はSSや空軍総司令官ゲーリング上級大将の策動でスキャンダルを理由に解任された（ブロンベルク＝フリッチュ解任事件）。ヒトラー自らが国防相を兼務し、国防省は国防軍最高司令部(OKW)に改組され、その長官にはヒトラーの「イエスマン」ヴィルヘルム・カイテル砲兵大将が就任し、また陸軍総司令官には同じくヒトラーに恭順的なヴァルター・フォン・ブラウヒッチュ砲兵大将が就任した。さらに粛清人事が行われ、ナチ党に非協力的だった16人の将軍たちが強制退役させられた。
とはいえ国防軍を掌握したヒトラーがSSに肩入れするようになったわけでもなく、引き続き国防軍とSSの対立は続いた。ヒトラーに従順なカイテルでさえ、SSによる軍事介入の阻止が自分の任務と心得ていた。

### 1938年8月17日の総統布告
国防軍からの統制要求もあって、ヒトラーは1938年8月17日に秘密総統布告を出した。これはSS特務部隊と国防軍の役割の区分を図るとともにSS特務部隊を恒久的戦力として認めるものであった。
この中でヒトラーは特務部隊について「国防軍の一部でも警察の一部でもなく、私の意のままに動く独立した武装部隊である」と定義した。また「SSは基本的に政治組織であって武装はしないが、SS特務部隊、SS士官学校、SS髑髏部隊は内政に特別な任務を負っており、また戦時には陸軍の指揮下に戦時動員されるので武装・訓練・編成を施す必要がある」とした。これにより、これまで軍事組織と認められていなかったSS士官学校とSS髑髏部隊も軍事組織として認められることとなった。
またSS特務部隊は常備部隊でありながら予備部隊を持っていなかったが、これについても「戦時にはSS髑髏部隊の特定の部隊をイデオロギーに適合する予備部隊としてSS特務部隊へ移籍させる」と定められた。
特務部隊の指揮権については、戦時の戦場への出動の場合は陸軍に、平時の治安出動の場合は親衛隊全国指導者兼ドイツ警察長官（ヒムラー）にあるとされた。平時には国防軍とSS特務部隊に組織上の繋がりはないとされ、これまで軍と揉めてきた特務部隊の人員確保の問題について裁可権はヒトラーにある事が確認された。

### 第二次大戦前の外征
1936年3月のラインラント進駐にライプシュタンダルテが国防軍に従軍している。1938年3月11日のオーストリア進駐（オーストリア併合）にもライプシュタンダルテの一個自動車大隊が陸軍第16軍隷下で従軍した。
1938年10月のズデーテン進駐（ズデーテン併合）にはライプシュタンダルテのみならず「ドイッチュラント」連隊と「ゲルマニア」連隊、また髑髏部隊の「オーバーバイエルン」連隊も従軍した。このズデーテン進駐の際の教訓からSS特務部隊の自動車化が急速にすすめられ、1939年3月のチェコスロバキア併合の際にはSS特務部隊の4個連隊が従軍したが、陸軍の機械化師団に遅れることなくプラハに進駐できた。

### 対ポーランド戦
1939年5月には特務部隊の「ドイッチュラント」連隊がミュンスター陸軍演習場で突撃演習を行った。ヒトラーや国防軍将軍たちを驚嘆させるほどのものであったという。この演習の結果、ヒトラーはSS特務部隊の師団編成を認めた。これを受けて急遽SS砲兵連隊が編成されたが、1939年9月1日からはじまる対ポーランド戦までには師団編成は間に合わなかった。
対ポーランド戦直前の1939年8月10日、SS「ドイッチュラント」連隊とSS砲兵連隊は、陸軍戦車部隊とともに装甲師団「ケンプフ」(de)（師団長ヴェルナー・ケンプフ少将）を編成することとなった。同師団の主力となる戦車部隊は陸軍第7装甲連隊でもって編成されたが、歩兵部隊はSS「ドイッチュラント」連隊で編成され、また砲兵部隊はSS砲兵連隊をもって編成された。同師団は北方軍集団（司令官フェードア・フォン・ボック上級大将）隷下の第3軍（司令官ゲオルク・フォン・キュヒラー大将）隷下の第1軍団(de)（軍団長ヴァルター・ペトツェル中将）の隷下に組み入れられ、ポーランド北方の東プロイセン南部に配置された。同師団は第1軍団唯一の装甲師団であった。
同師団は1939年9月1日の開戦と同時に東プロイセンから南進を開始し、ムワヴァの戦い(de)やルジャンの戦い(en)に参加し、大きな損害を出しながらも同地のポーランド軍を撤退させた。続いてブーフ川を渡河して南下し、首都ワルシャワを防衛せんと向かうポーランド予備軍の進路を断つことに貢献した。その後、9月27日のポーランド降伏までモドリンの戦い(de)に参戦した。
一方ライプシュタンダルテは南方軍集団（ゲルト・フォン・ルントシュテット上級大将）隷下の第8軍（司令官ヨハネス・ブラスコヴィッツ大将）の隷下の第13軍団隷下の連隊戦闘団として対ポーランド戦に参戦した。第8軍は軍集団中央から進撃する第10軍の擁護のためにその左翼から進撃する軍であり、装甲部隊は無く、自動車化されたライプシュタンダルテが唯一の機動兵力であった。ライプシュタンダルテは9月1日にグラで初めて戦火の洗礼を受けた。その後第17師団の隷下に加えられ、ウッチ占領に貢献した。さらにその後第4装甲師団に転属となり、ブズラの戦い(de)で活躍しポーランド回廊から撤退してくるポーランド軍がワルシャワに向かうのを防いだ。その後ライプシュタンダルテは9月21日からモドリン要塞の攻撃に参加。ポーランド降伏まで戦った。
「ゲルマニア」連隊は南方軍集団隷下の第14軍（司令官ヴィルヘルム・リスト大将）隷下で参戦した。チェコスロバキアから国境を超えて進軍し、ポーランドの工業地帯やレンベルクを攻撃した。
「デア・フューラー」連隊は未だ訓練が終了していない状態だったので対ポーランド戦には参戦しなかった。
SS特務部隊は対ポーランド戦において大きな戦果をあげたとは言えないが、その割に損害は甚大であった。これについて陸軍からは「SS特務部隊は陸軍の師団の一員となれるほど訓練を受けていない。特務部隊将校は軍事教養がほとんどなく指揮官として無能に近い」と指摘された。一方SS側は「面識もない陸軍軍人の指揮下に置かれ、しばしば陸軍はまともな重火器支援もせず、食料も渡さずにSS特務部隊に困難な任務を押し付けた。解決方法は一つだけであり、それはSS特務部隊に師団編成を認め、重火器も食料もSSで自給できるようにすることである」と反論している。

### SS特務師団創設
ポーランド戦後、SS特務部隊は師団編成のためにただちにドイツへ帰還した。1939年10月10日にライプシュタンダルテを除くSS特務部隊は師団として編成され、ここにSS特務師団が誕生した。パウル・ハウサーが師団長に就任した。
この頃、ポーランド戦においてSS砲兵連隊の隊員がユダヤ人を無法に銃殺したとして陸軍はこのSS隊員を軍規違反で軍法会議にかけた。ヒムラーはこれに激怒し、軍からSS隊員の裁判権を奪ってほしいとヒトラーに要請するようになった。ヒトラーはこれを許可し、1939年10月17日に国防閣僚会議布告としてSS特務部隊員の裁判権はSS全国指導者の助言に基づいて総統が任命した裁判官から成るSS特別裁判所にあると定め、国防軍の裁判権からSS特務部隊を解放した。なおも特務部隊には国防軍の軍規に従う事が義務付けられてはいたが、もはや軍の軍法会議で裁かれることは無くなった。

### 武装SSに改組
ポーランド戦後、特務部隊の特務師団とは別に髑髏部隊から髑髏師団、さらに秩序警察から警察官が抽出されて警察師団が編成された。これらSS傘下の武装勢力を合わせて「武装SS」と呼ぶようになった（親衛隊の命令書に「武装SS」の語が初めて登場したのは1939年10月29日）。
1939年11月末にヒムラーが公式に3個師団、14個髑髏連隊、2SS士官学校から成る武装SSの発足を宣言した。1940年3月8日には国防軍最高司令部(OKW)も武装SSを承認した。
1940年6月にはSS特務部隊総監府は武装SS司令部(Kommandoamt-Waffen SS)と名称を変え、SS本部からの独立が許可された。さらに1940年8月15日には武装SS司令部とSS本部の兵員補充以外の部門が統合されてSS作戦本部が創設された。
以降の歴史については武装親衛隊の項目を参照のこと。

## 編制
| 連隊名                          | 所在地              | 国防軍徴兵事務所 | 備考 |
| ------------------------------- | ------------------- | ---------------- | --- |
| Leibstandarte-SS "Adolf Hitler" | Berlin-Lichterfelde | 第1              | 第1軍管区（オストプロイセン）、第2軍管区（メクレンブルク）、第3軍管区（アルトマルク、ノイマルク、ブランデンブルク）、第4軍管区（ザクセン、オスト＝テューリンゲン）、第8軍管区（シュレージエン、ズデーテンラント）に居住地のある入隊志願者。 身長が178 cm を超える応募者はいずれの軍管区からでも応募可能。 |
| 1. SS-Standarte "Deutschland"   | München             | 第3              | 第5軍管区（エルザス、バーデン、ヴュルテンベルク）、 第7軍管区（南バイエルン）、 第12軍管区（ラインラント南部、ロートリンゲン、プファルツ）に居住地のある志願者 |
| 2. SS-Standarte "Germania"      | Hamburg-Veddel      | 第2              | 第6軍管区（ヴェストファーレン）、第9軍管区（ヘッセン、ヴェスト＝テューリンゲン）、第10軍管区（シュレスヴッヒ＝ホルシュタイン、ハノファー北部）、第11軍管区（ブラウンシュヴァイク、アンハルト、ハノファー南部）に居住地のある志願者                                                                        |
| 3. SS-Standarte "Der Führer"    | Wien                | 第4              | オストマルク（オーストリア）に居住地のある志願者 |